# Roches-Prémarie-Andillé
Roches-Prémarie-Andillé är en kommun i departementet Vienne i regionen Nouvelle-Aquitaine i västra Frankrike. Kommunen ligger i kantonen La Villedieu-du-Clain som tillhör arrondissementet Poitiers. År 2022 hade Roches-Prémarie-Andillé 2 174 invånare.

## Befolkningsutveckling
Antalet invånare i kommunen Roches-Prémarie-Andillé
| Referens: INSEE |